# Нейтральный атлет

Флаг/логотип ДНА для соревнований под эгидой ИААФ.

Флаг ДНА для соревнований под эгидой ЕАА (1 вариант).

Флаг ДНА для соревнований под эгидой ЕАА (2 вариант).

Допущенный нейтральный атлет или ДНА или Нейтральный атлет или (англ. Authorised Neutral Athlete / ANA) — категория, под которой российские легкоатлеты могут выступать на международных соревнованиях после допингового скандала, разразившегося в декабре 2014 года.

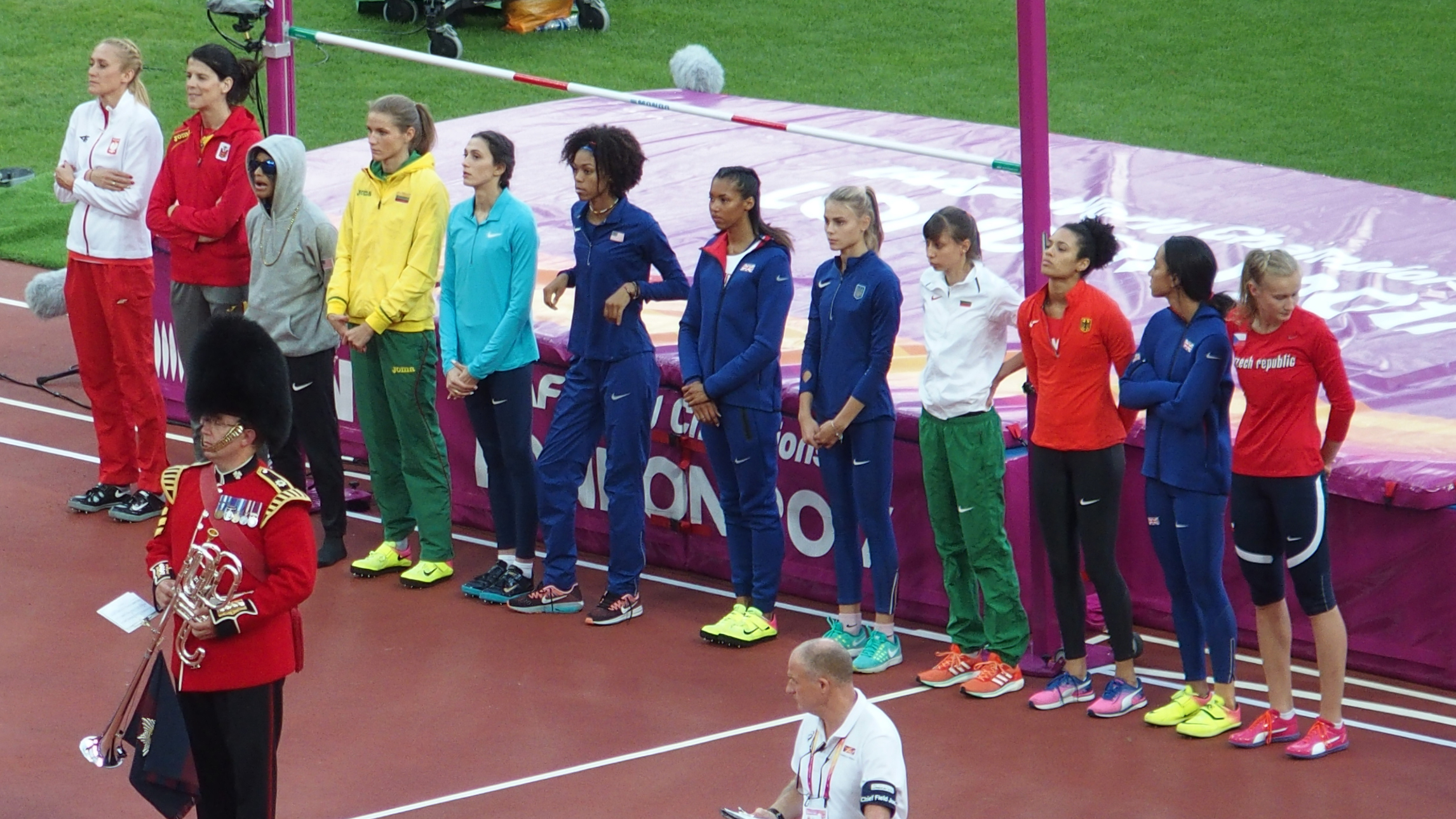
Все спортсмены в одежде с государственными символами, нейтральный атлет Мария Ласицкене из России (слева от центра, в бирюзовом) единственная спортсменка в универсальной одежде Nike

## История
В апреле 2017 года Международная ассоциация легкоатлетических федераций на Чемпионат мира по лёгкой атлетике 2017 в Лондоне одобрила участие группы из 19 российских спортсменов.
Восемь легкоатлетов допустили в качестве нейтральных на Чемпионат мира по лёгкой атлетике в помещении 2018
Девять легкоатлетов допустили в качестве нейтральных на Чемпионат мира по лёгкой атлетике среди юниоров 2018.
Тридцать легкоатлетов допустили в качестве нейтральных на Чемпионат Европы по лёгкой атлетике 2018.